# En oväntad vänskap

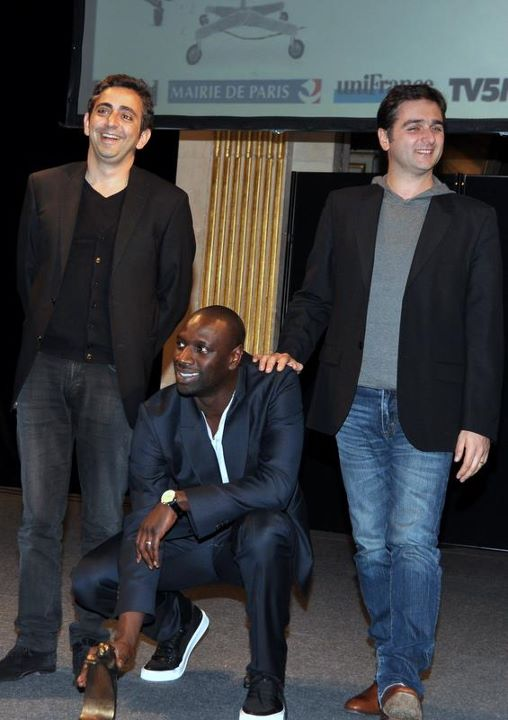
Regissörerna Éric Toledano och Olivier Nakache tillsammans med huvudrollsinnehavaren Omar Sy 2012.

En oväntad vänskap (originaltitel: Intouchables) är en fransk dramafilm från 2011. Olivier Nakache och Éric Toledano har regisserat och skrivit manus och François Cluzet och Omar Sy spelar huvudrollerna.
Filmen är Frankrikes största internationella publiksuccé hittills. En oväntad vänskap är den första film på tio år som lyckats nå upp till Amélie från Montmartres publikrekord. Filmen hade i september 2012 spelat in 364,13 miljoner dollar varav 166,12 miljoner bara i Frankrike, och är i Tyskland årets mest framgångsrika film.
Filmen nominerades till nio Césarpriser, varav Omar Sy vann i kategorin "Bästa manliga huvudrollsinnehavare".

## Handling
En oväntad vänskap handlar om Driss, en ung kille från förorten som precis kommit ut från fängelset, som anställs som en personlig assistent till den förmögne men ensamme aristokraten Philippe som blivit förlamad efter en skärmflygningsolycka. Trots deras olika bakgrund och personligheter uppstår en stark vänskap mellan dem efter ett tag.

## Berättelsen bakom filmen
Filmen är baserad på en sann historia.
Verklighetens Driss heter Abdel Sellou och berättar i den självbiografiska boken Tu as changé ma vie (Michel Lafon, 2012) om hur han hamnade i Pozzo di Borgos palats. I september 2013 kom boken, med samma namn som filmen, ut på svenska.

## Rollista i urval
- François Cluzet – Philippe
- Omar Sy – Driss
- Audrey Fleurot – Magalie
- Clotilde Mollet – Marcelle
- Anne Le Ny – Yvonne
- Alba Gaïa Kraghede Bellugi – Elisa
- Cyril Mendy – Adama
- Christian Ameri – Albert
- Grégoire Oestermann – Antoine
- Marie-Laure Descoureaux – Chantal
- Absa Dialou Toure – Mina
- Salimata Kamate – Fatou